# Görömbey Imre
Görömbey Imre (Tiszabercel, 1900. július 24. – Budapest, 1967. november 10.) magyar szobrászművész, restaurátor.

## Élete
Az Iparművészeti Iskolában tanult, 1919–1921 között Mátrai Lajos növendéke volt. Díszítőszobrászati munkákat végzett. 1928-ban készítette a mezőcsáti hősi emlékművet. 1930-ban részt vett a Lechner Ödön-szoborpályázaton, 1933-ban kitüntető elismerésben részesült az I. világháború hős tüzérei emlékmű-pályázaton. Később a Képzőművészeti Kivitelező és Iparvállalat díszítőszobrász stúdiójában dolgozott, számos fővárosi szobrot, épület-homlokzatdíszt restauráltak irányításával, közreműködésével.

## Művei
- Hősi Emlék (1927) Tatabánya-Bánhida , Bánhida
- Köves János mellszobra
- Hegyeli Zoltán mellszobra
- Gróf Károlyi Ferenc földbirtokos városházi mellszobra [halott link]
- Petőfi Sándor városházi mellszobra [halott link]